# Финалиссима 2022
Финалиссима 2022 — третий розыгрыш Кубка чемпионов КОНМЕБОЛ–УЕФА, футбольного матча между действующими победителями Кубка Америки и чемпионата Европы. В матче приняли участие победитель чемпионата Европы 2020 (состоялся в 2021 году) сборная Италии и победитель Кубка Америки 2021 сборная Аргентины. Матч состоялся на стадионе «Уэмбли» в Лондоне 1 июня 2022 года. Этот матч, являющийся возрождением Кубка Артемио Франки, который в последний раз разыгрывался 29 лет назад, был организован УЕФА и КОНМЕБОЛ в рамках возобновлённого партнерства между двумя конфедерациями.
Действующий чемпион сборная Аргентины выиграла этот матч со счётом 3:0 и завоевала свой второй Кубок чемпионов КОНМЕБОЛ–УЕФА.

## Предыстория
В 1985 и 1993 годах действующие победители чемпионата Европы и Кубка Америки принимали участие в Кубке Артемио Франки (также известном как Кубок европейских/южноамериканских наций), футбольном матче, организованном УЕФА и КОНМЕБОЛ. Это был турнир между национальными командами, эквивалентный Межконтинентальному кубку на клубном уровне, который разыгрывался между победителями Кубка Европы/Лиги чемпионов УЕФА и Кубка Либертадорес. В 1985 году Кубок Артемио Франки был проведён в Париже, победителем стала сборная Франции, а в 1993 году в матче, проведённом в Мар-дель-Плата, победу одержала сборная Аргентины. Однако затем проведение этого турнира было прекращено. Кубок Артемио Франки можно считать предшественником Кубка короля Фахда/Кубка конфедераций, впервые разыгранного в 1992 году и проводившегося под эгидой ФИФА с 1997 года, в котором участвовали победители всех континентальных чемпионатов и чемпионата мира по футболу. 15 марта 2019 года ФИФА объявила об упразднении турнира.
12 февраля 2020 года УЕФА и КОНМЕБОЛ подписали обновлённый меморандум о взаимопонимании, направленный на укрепление сотрудничества между двумя организациями. В рамках соглашения совместный комитет УЕФА и КОНМЕБОЛ изучил возможность проведения межконтинентальных матчей Европа–Южная Америка как для мужских, так и для женских футбольных команд различных возрастных групп. 28 сентября 2021 года УЕФА и КОНМЕБОЛ подтвердили, что победители чемпионата Европы и Кубка Америки встретятся друг с другом в межконтинентальном матче, причём соглашение изначально охватывало три турнира, начиная с 2022 года. Было подтверждено, что первый матч состоится в июне 2022 года в месте, которое будет уточнено дополнительно. 15 декабря 2021 года УЕФА и КОНМЕБОЛ вновь подписали обновлённый меморандум о взаимопонимании сроком до 2028 года, который включал конкретные положения об открытии совместного офиса в Лондоне и возможной организации различных футбольных мероприятий. Было подтверждено, что матч состоится в Лондоне 1 июня 2022 года, но конкретный стадион ещё не был определён. 22 марта 2022 года УЕФА объявил, что матч состоится на стадионе «Уэмбли». В то же время был обнародован фирменный стиль турнира, и УЕФА объявил, что новым названием Кубка Артемио Франки станет «Кубок чемпионов КОНМЕБОЛ-УЕФА».

## Место проведения

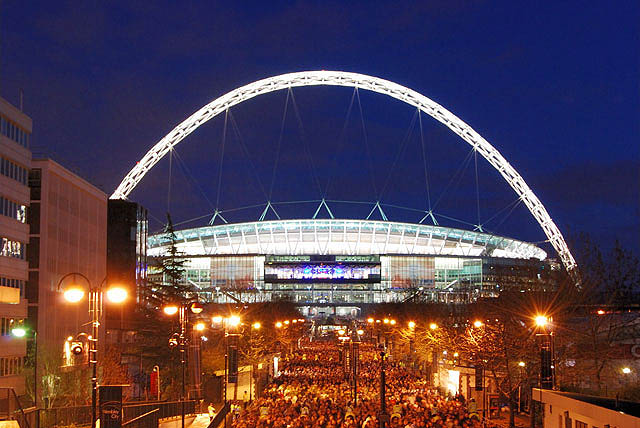
Стадион «Уэмбли» в Лондоне, место проведения матча

Матч прошёл на стадионе «Уэмбли» в столице Англии Лондоне. Стадион «Уэмбли» в современном виде открылся в 2007 году на месте первоначального стадиона, который был полностью снесён с 2002 по 2003 год. Стадион принадлежит Футбольной ассоциации Англии и является домашней ареной сборной Англии. «Уэмбли» был включён в список стадионов, принимавших матчи чемпионата Европы 2020. Именно на этом стадионе прошёл в том числе финал турнира, в котором сборная Италии одержала победу в серии послематчевых пенальти над сборной Англии. В прошлом находившийся на этом месте стадион, ранее известный как «Эмпайр Стэдиум», был открыт в 1923 году и принимал матчи чемпионата мира по футболу 1966 года, включая финал, в котором сборная Англии обыграла сборную ФРГ со счётом 4:2 в дополнительное время. Также на этом стадионе проходили матчи чемпионата Европы 1996 года, в том числе и финал, в котором сборная Германии обыграла сборную Чехии. Начиная с 1923 года на «Уэмбли» также ежегодно проводится финал Кубка Англии (за исключением 2001-2006 годов, когда стадион находился на реконструкции).

## Команды
| Команда   | Конфедерация | Квалификация                      | Предыдущие матчи (победы выделены) | Рейтинг сборных ФИФА Март 2022 |
| --------- | ------------ | --------------------------------- | ---------------------------------- | ------------------------------ |
| Италия    | УЕФА         | Победитель чемпионата Европы 2020 | нет                                | 6                              |
| Аргентина | КОНМЕБОЛ     | Победитель Кубка Америки 2021     | 1 (1993)                           | 4                              |

Сборная Италии приняла участие в этом матче благодаря победе на чемпионате Европы 2020 (был проведён в 2021 году), где в финальном матче, который также проходил на стадионе «Уэмбли», она обыграла сборную Англии в серии послематчевых пенальти и второй раз завоевала титул чемпиона Европы. Сборная Аргентины обеспечила себе участие в этом матче, обыграв в финальном матче Кубка Америки 2021 года сборную Бразилии со счётом 1:0 и завоевав рекордный, 15-й титул победителя Кубка Америки, ставший в то же время первым трофеем сборной Аргентины за 28 лет.

## Составы
Обе команды должны были представить состав из 23 игроков, трое из которых должны быть вратарями, к 29 мая 2022 года, за три дня до матча.

### Италия
Сборная Италии опубликовала предварительный состав из 39 игроков 23 мая 2022 года. 27 мая состав был расширен до 45 игроков, в него были добавлены восемь футболистов после того как Доменико Берарди и Андреа Пинамонти получили травмы. Окончательный состав был объявлен 30 мая.
| №              | Имя                   | Клуб            | Дата рождения   | Возраст | Игр     | Голов   |
| Вратари        | Вратари               | Вратари         | Вратари         | Вратари | Вратари | Вратари |
| -------------- | --------------------- | --------------- | --------------- | ------- | ------- | ------- |
| 1              | Алессио Краньо        | Кальяри         | 28 июня 1994    | 27 лет  | 2       | 0       |
| 14             | Алекс Мерет           | Наполи          | 22 марта 1997   | 25 лет  | 2       | 0       |
| 21             | Джанлуиджи Доннарумма | Пари Сен-Жермен | 25 февраля 1999 | 23 года | 42      | 0       |
| Защитники      |                       |                 |                 |         |         |         |
| 2              | Джованни Ди Лоренцо   | Наполи          | 4 августа 1993  | 28 лет  | 19      | 2       |
| 3              | Джорджо Кьеллини (к)  | Ювентус         | 14 августа 1984 | 37 лет  | 116     | 8       |
| 4              | Леонардо Спинаццола   | Рома            | 25 марта 1993   | 29 лет  | 18      | 0       |
| 6              | Мануэль Ладзари       | Лацио           | 29 ноября 1993  | 28 лет  | 2       | 0       |
| 7              | Алессандро Флоренци   | Милан           | 11 марта 1991   | 31 год  | 47      | 2       |
| 13             | Эмерсон Палмьери      | Олимпик Лион    | 3 августа 1994  | 27 лет  | 26      | 0       |
| 15             | Франческо Ачерби      | Лацио           | 10 февраля 1988 | 34 года | 23      | 1       |
| 19             | Леонардо Бонуччи      | Ювентус         | 1 мая 1987      | 35 лет  | 115     | 8       |
| 23             | Алессандро Бастони    | Интернационале  | 13 апреля 1999  | 23 года | 11      | 0       |
| Полузащитники  |                       |                 |                 |         |         |         |
| 5              | Мануэль Локателли     | Ювентус         | 8 января 1998   | 24 года | 21      | 3       |
| 8              | Жоржиньо              | Челси           | 20 декабря 1991 | 30 лет  | 43      | 5       |
| 10             | Федерико Бернардески  | Ювентус         | 16 февраля 1994 | 28 лет  | 38      | 6       |
| 12             | Маттео Пессина        | Аталанта        | 21 апреля 1997  | 25 лет  | 12      | 4       |
| 16             | Брайан Кристанте      | Рома            | 3 марта 1995    | 27 лет  | 23      | 2       |
| 18             | Николо Барелла        | Интернационале  | 7 февраля 1997  | 25 лет  | 36      | 7       |
| 20             | Лоренцо Пеллегрини    | Рома            | 19 июня 1996    | 25 лет  | 21      | 3       |
| Нападающие     |                       |                 |                 |         |         |         |
| 9              | Андреа Белотти        | Торино          | 20 декабря 1993 | 28 лет  | 42      | 12      |
| 11             | Маттео Политано       | Наполи          | 3 августа 1993  | 28 лет  | 4       | 3       |
| 17             | Джанлука Скамакка     | Сассуоло        | 1 января 1999   | 23 года | 3       | 0       |
| 22             | Джакомо Распадори     | Сассуоло        | 18 февраля 2000 | 22 года | 9       | 3       |
| Главный тренер |                       |                 |                 |         |         |         |
| Флаг Италии    | Роберто Манчини       | Роберто Манчини | 27 ноября 1964  | 57 лет  |         |         |

### Аргентина
Сборная Аргентины опубликовала предварительный состав из 35 игроков 13 мая 2022 года. 20 мая он был сокращён до 29 игроков. Окончательный состав был объявлен 1 июня.
| №              | Имя                 | Клуб                     | Дата рождения   | Возраст | Игр     | Голов   |
| Вратари        | Вратари             | Вратари                  | Вратари         | Вратари | Вратари | Вратари |
| -------------- | ------------------- | ------------------------ | --------------- | ------- | ------- | ------- |
| 1              | Франко Армани       | Ривер Плейт              | 16 октября 1986 | 35 лет  | 17      | 0       |
| 12             | Херонимо Рульи      | Вильярреал               | 20 мая 1992     | 30 лет  | 3       | 0       |
| 23             | Эмилиано Мартинес   | Астон Вилла              | 2 сентября 1992 | 29 лет  | 16      | 0       |
| Защитники      |                     |                          |                 |         |         |         |
| 2              | Хуан Фойт           | Вильярреал               | 12 января 1998  | 24 года | 14      | 0       |
| 3              | Николас Тальяфико   | Аякс                     | 31 августа 1992 | 29 лет  | 39      | 0       |
| 4              | Науэль Молина       | Удинезе                  | 6 апреля 1998   | 24 года | 15      | 0       |
| 6              | Херман Пеццелья     | Реал Бетис               | 27 июня 1991    | 30 лет  | 28      | 2       |
| 8              | Маркос Акунья       | Севилья                  | 28 октября 1991 | 30 лет  | 41      | 0       |
| 13             | Кристиан Ромеро     | Тоттенхэм Хотспур        | 27 апреля 1998  | 24 года | 10      | 1       |
| 16             | Лисандро Мартинес   | Аякс                     | 18 января 1998  | 24 года | 6       | 0       |
| 19             | Николас Отаменди    | Бенфика                  | 12 февраля 1988 | 34 года | 90      | 4       |
| Полузащитники  |                     |                          |                 |         |         |         |
| 5              | Алексис Макаллистер | Брайтон энд Хоув Альбион | 24 декабря 1998 | 23 года | 4       | 0       |
| 7              | Родриго де Пауль    | Атлетико Мадрид          | 24 мая 1994     | 28 лет  | 39      | 2       |
| 14             | Эсекиэль Паласиос   | Байер 04                 | 5 октября 1998  | 23 года | 18      | 0       |
| 15             | Николас Гонсалес    | Фиорентина               | 6 апреля 1998   | 24 года | 19      | 3       |
| 18             | Гидо Родригес       | Реал Бетис               | 12 апреля 1994  | 28 лет  | 23      | 1       |
| 20             | Джовани Ло Чельсо   | Вильярреал               | 9 апреля 1996   | 26 лет  | 38      | 2       |
| Нападающие     |                     |                          |                 |         |         |         |
| 9              | Хулиан Альварес     | Ривер Плейт              | 31 января 2000  | 22 года | 7       | 1       |
| 10             | Лионель Месси (к)   | Пари Сен-Жермен          | 24 июня 1987    | 34 года | 160     | 81      |
| 11             | Анхель Ди Мария     | Пари Сен-Жермен          | 14 февраля 1988 | 34 года | 121     | 24      |
| 17             | Алехандро Гомес     | Севилья                  | 15 февраля 1988 | 34 года | 13      | 3       |
| 21             | Пауло Дибала        | Ювентус                  | 15 ноября 1993  | 28 лет  | 32      | 2       |
| 22             | Лаутаро Мартинес    | Интернационале           | 22 августа 1997 | 24 года | 37      | 19      |
| Главный тренер |                     |                          |                 |         |         |         |
| Флаг Аргентины | Лионель Скалони     | Лионель Скалони          | 16 мая 1978     | 44 года |         |         |

## Перед матчем

### Идентичность

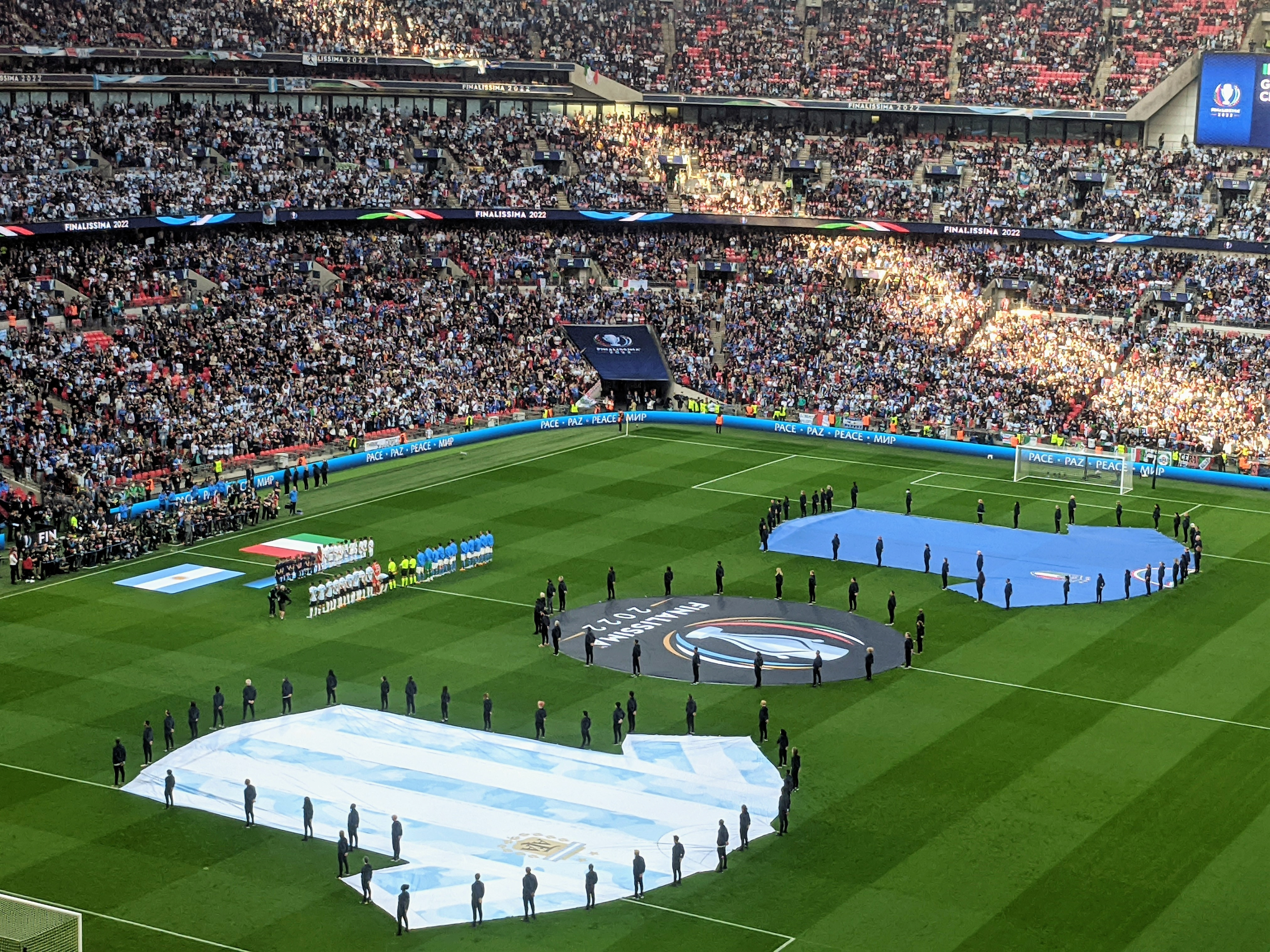
Изображения футболок команд-участниц перед матчем на стадионе

22 марта 2022 года УЕФА представил идентичность бренда матча. Матч получил название Финалиссима, что в переводе с итальянского означает "большой финал". В основу логотипа был положен лавровый венок, символ победы. На нём изображены ленты в цветах стран-участниц: зелёная, белая и красная слева — Италии, а также белая и светло-голубая — Аргентины. Кроме того, несколько лент выполнены в цветах платины и золота, что подчёркивает значимость матча. По мнению УЕФА, эти ленты „символизируют прочные связи между КОНМЕБОЛ и УЕФА и их приверженность развитию футбола за пределами своих географических зон“.

### Билеты
Во время матча вместимость стадиона составляла 86 000 человек, билеты продавались болельщикам и широкой публике в порядке живой очереди через официальный сайт УЕФА. С 24 марта 2022 года билеты были доступны в четырёх ценовых категориях: 25, 40, 55 и 99 фунтов стерлингов.

### Судьи
30 мая 2022 года 37-летний чилийский арбитр Пьеро Маса был назначен главным арбитром матча по совместному решению КОНМЕБОЛ и УЕФА. Маса является арбитром ФИФА с 2018 года, однако на этом матче он впервые работал в качестве главного судьи на международном матче на взрослом уровне. Ранее Маса назначался резервным арбитром и помощником видеоассистента судьи на Кубке Америки 2019 года, а также видеопомощником на матчах чемпионата мира среди юношей до 17 лет 2019 года. Его помощниками на этом матче стали его соотечественники Кристиан Шиманн и Клаудио Риос. Резервным судьёй матча был назначен испанский арбитр Хесус Хиль Мансано, а его соотечественники Алехандро Эрнандес Эрнандес и Хуан Мартинес Мунуэра выступали в качестве видеоассистента и помощника видеоассистента судьи соответственно. Вторым помощником видеоассистента судьи был Тьяго Мартинш из Португалии.

## Матч
| Италия | 0:3     | Аргентина                                          |
| ------ | ------- | -------------------------------------------------- |
|        | (отчёт) | - Ла. Мартинес 28′ - Ди Мария 45+1′ - Дибала 90+4′ |

| Италия | Аргентина |

| Вр              | 21 | Джанлуиджи Доннарумма |     |     |
| Защ             | 2  | Джованни Ди Лоренцо   | 72' |     |
| Защ             | 19 | Леонардо Бонуччи      | 39' |     |
| Защ             | 3  | Джорджо Кьеллини (к)  |     | 46' |
| Защ             | 13 | Эмерсон Палмьери      |     | 77' |
| ПЗ              | 8  | Жоржиньо              |     |     |
| ПЗ              | 12 | Маттео Пессина        |     | 62' |
| ПЗ              | 18 | Николо Барелла        | 77' |     |
| Нап             | 10 | Федерико Бернардески  |     | 46' |
| Нап             | 9  | Андреа Белотти        |     | 46' |
| Нап             | 22 | Джакомо Распадори     |     |     |
| Замены:         |    |                       |     |     |
| Защ             | 6  | Мануэль Ладзари       |     | 46' |
| Нап             | 17 | Джанлука Скамакка     |     | 46' |
| ПЗ              | 5  | Мануэль Локателли     |     | 46' |
| Защ             | 4  | Леонардо Спинаццола   |     | 62' |
| Защ             | 23 | Алессандро Бастони    |     | 77' |
| Главный тренер: |    |                       |     |     |
| Роберто Манчини |    |                       |     |     |

| Вр              | 23 | Эмилиано Мартинес |     |       |
| Защ             | 4  | Науэль Молина     |     |       |
| Защ             | 13 | Кристиан Ромеро   |     | 85'   |
| Защ             | 19 | Николас Отаменди  | 22' |       |
| Защ             | 3  | Николас Тальяфико |     |       |
| ПЗ              | 18 | Гидо Родригес     |     |       |
| ПЗ              | 20 | Джовани Ло Чельсо |     | 90+1' |
| ПЗ              | 7  | Родриго де Пауль  |     | 76'   |
| Нап             | 10 | Лионель Месси (к) |     |       |
| Нап             | 22 | Лаутаро Мартинес  |     | 85'   |
| Нап             | 11 | Анхель Ди Мария   |     | 90+1' |
| Замены:         |    |                   |     |       |
| ПЗ              | 14 | Эсекиэль Паласиос |     | 76'   |
| Защ             | 6  | Херман Пеццелья   |     | 85'   |
| Нап             | 9  | Хулиан Альварес   |     | 85'   |
| ПЗ              | 15 | Николас Гонсалес  |     | 90+1' |
| Нап             | 21 | Пауло Дибала      |     | 90+1' |
| Главный тренер: |    |                   |     |       |
| Лионель Скалони |    |                   |     |       |

| Игрок матча: Лионель Месси (Аргентина) Помощники главного судьи: Кристиан Шиманн (Чили) Клаудио Риос (Чили) Резервный судья: Хесус Хиль Мансано (Испания) Видеоассистент (VAR): Алехандро Эрнандес Эрнандес (Испания) Помощники видеоассистента: Хуан Мартинес Мунуэра (Испания) Тьяго Мартинш (Португалия) | Регламент матча - 90 минут основного времени. - Послематчевые пенальти в случае необходимости. - Максимальное количество запасных — 12 с каждой стороны. - Максимальное количество замен — пять. - Максимальное количество возможностей осуществить замену — три без учёта замен в перерыве. |

### Статистика
| Статистика       | Италия | Аргентина |
| ---------------- | ------ | --------- |
| Забитые голы     | 0      | 2         |
| Удары по воротам | 5      | 6         |
| Удары в створ    | 2      | 3         |
| Спасения         | 1      | 2         |
| Владение мячом   | 48%    | 52%       |
| Угловые удары    | 3      | 1         |
| Нарушения        | 5      | 10        |
| Офсайды          | 1      | 0         |
| Жёлтые карточки  | 1      | 1         |
| Красные карточки | 0      | 0         |

| Статистика       | Италия | Аргентина |
| ---------------- | ------ | --------- |
| Забитые голы     | 0      | 1         |
| Удары по воротам | 2      | 11        |
| Удары в створ    | 1      | 6         |
| Спасения         | 5      | 1         |
| Владение мячом   | 42%    | 58%       |
| Угловые удары    | 0      | 3         |
| Нарушения        | 8      | 6         |
| Офсайды          | 2      | 0         |
| Жёлтые карточки  | 2      | 0         |
| Красные карточки | 0      | 0         |

| Статистика       | Италия | Аргентина |
| ---------------- | ------ | --------- |
| Забитые голы     | 0      | 3         |
| Удары по воротам | 7      | 17        |
| Удары в створ    | 3      | 9         |
| Спасения         | 6      | 3         |
| Владение мячом   | 45%    | 55%       |
| Угловые удары    | 3      | 4         |
| Нарушения        | 13     | 16        |
| Офсайды          | 3      | 0         |
| Жёлтые карточки  | 3      | 1         |
| Красные карточки | 0      | 0         |